# Mġarr ix-Xini
Mġarr ix-Xini – zatoka będąca częścią Morza Śródziemnego, znajduje się u wybrzeża wyspy Gozo, w  Republice Malty. 
Podczas panowania rycerskiego Zakonu Maltańskiego zatoka pełniła funkcję małego portu. W 1661 roku wybudowano wieżę Wieża Mġarr ix-Xini, która pełniła funkcję komunikacyjną pomiędzy Gozo i Grand Harbour, ostrzegawczą przed piratami oraz obronną.
Zatoka jest popularnym miejscem wykorzystywanym do pływania i nurkowania. Istnieje tutaj mała kamienista plaża przy której funkcjonuje restauracja. 
Film „By the Sea” z Angeliną Jolie i Bradem Pittem został częściowo nakręcony nad zatoką w 2014 roku.